# Социјалдемократска унија (Република Косово)
Социјалдемократска унија је политичка странка у Републици Косово. Залаже се за интересе бошњачке мањине. Председница и оснивачица странке је Дуда Баље.

## Резултати на изборима
| Година | Гласови | % од важећих | Мандати | Мандати за Бошњаке | Промена |
| ------ | ------- | ------------ | ------- | ------------------ | ------- |
| 2021.  | 2.549   | 0,29         | 1 / 120 | 1 / 3              | 1       |